# توراکوستومی
توراکوستومی را می‌توان به صورت اقدامی جهت برقرار کردن ارتباط بین داخل توراکس (فضای جنب) با محیط خارج به کمک لوله تعریف کرد.

## انواع
توراکوستومی با سوزن
این روش در بیماران مبتلا به پنوموتوراکس فشارنده (هوای تحت فشار در فضای جنب) یا برای تخلیه مایع (خون یا چرک) از فضای جنب لازم است تا ریه بتواند به راحتی متسع گردد. همچنین از این روش ممکن است برای تهیه نمونه از مایع جنب جهت آزمایش‌های میکروبیولوژیک استفاده شود.

## توراکوستومی از جلوی قفسه سینه
بیمار در وضعیت درازکش به پشت قرار می‌گیرد. زاویه استرنال و سپس دومین غضروف دنده‌ای، دنده دوم و دومین فضای بین دنده‌ای در خط میدکلاویکولار مشخص می‌گردد.

## توراکوستومی از کنار قفسه سینه
بیمار در وضعیت درازکش به پهلو قرار می‌گیرد. دومین فضای بین دنده‌ای مطابق روش قبل شناسایی می‌شود اما خط زیر بغلی قدامی مد نظر می‌باشد.
پوست به روش معمول آماده می‌شود و یک بی‌حسی موضعی در مسیر ورود سوزن در بالای کنار فوقانی دنده سوم انجام می‌گیرد. سوزن توراکوستومی با ورود به دیواره قفسه سینه قسمت‌های زیر را سوراخ خواهد کرد:
۱)پوست ۲)فاسیای سطحی (در توراکوستومی از جلو عضلات سینه‌ای پس از آن سوراخ می‌شوند) ۳)عضلات دنده‌ای قدامی ۴)عضله بین دنده‌ای خارجی ۵)عضله بین دنده‌ای داخلی ۶)عضله بین دنده‌ای داخلی تر ۷)فاسیای اندوتوراسیک ۸)جنب جداری
برای پرهیز از آسیب عروق و عصب بین دنده‌ای در ناودان ساب کوستال سوزن باید دقیقاً در مجاورت کنار فوقاتی دنده سوم نگه داشته شود.
توراکوستومی با لوله
بهترین محل ورود برای لوله توراکوستومی چهارمین یا پنجمین فضای بین دنده‌ای در خط زیر بغلی قدامی است. لوله از طریق یک برش کوچک گذاشته می‌شود. دسته عصبی-عروقی با عبور به جلو در فضای بین دنده‌ای ارتباط خود را با دنده‌ها تغییر دهد. در خلفی‌ترین قسمت این فضا دسته عصبی-عروقی در میانه فضا ی بین دنده‌ای قرار دارد. هنگامی که دسته عصبی-عروقی به طرف زاویه دنده حرکت می‌کند دقیقاً در مجاورت کنار تحتانی دنده فوقانی قرار می‌گیرد و از این جا به بعد مسیر خود را با حفظ این موقعیت ادامه می‌دهد.
وارد کردن لوله یا سوزن توراکوستومی از طریق فضاهای بین دنده‌ای پایین‌تر میسر است به شرط آنکه به یاد داشته باشیم که گنبدهای دیافراگم تا دنده پنجم در قفسه سینه بالا می‌آیند (در سمت راست قدری بالاتر از چپ). باید دقت کرد که به دیافراگم آسیب نرسد یا با ورود به حفره صفاقی آسیبی به کبد و طحال یا معده وارد نشود.